# Alexis Toth
Alexis Georgijevič Toth (také svatý Alexis z Wilkes-Barre, 18. března 1853 – 7. května 1909) byl duchovní ruské pravoslavné církve na středozápadě Spojených států, poté co jako kněz rezignoval na svou pozici v Rusínské řeckokatolické církvi. 
Přispěl k náboženským konverzím přibližně 20 000 katolíků východního obřadu k ruské pravoslavné církvi, což přispělo k růstu pravoslavného vyznání ve Spojených státech a pozdějšímu založení pravoslavné církve v Americe. V roce 1994 byl kanonizován pravoslavnou církví.

## Život

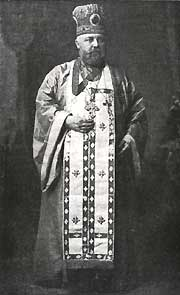
Alexis Toth s epitrachilem a kněžskou mitrou

Alexis Toth se narodil Jiřímu a Cecilii Tothovi (uváděno také jako Tovtovi) 14. března 1853 v Kobylnicích u Prešova v župě Szepes na Slovensku (tehdy součást Rakouského císařství) za vlády císaře Františka Josefa. Po ukončení základní školní docházky navštěvoval jeden rok římskokatolický seminář, poté tři roky řeckokatolického semináře a dále pokračoval ve studiu na pražské Karlově univerzitě, kde vystudoval teologii.
V roce 1889 byl vyžádán farní obcí v Minneapolisu v Minnesotě aby jim sloužil jako kněz právě on, poté co mu zemřela manželka i jediné dítě. Jako katolík východního obřadu Toth ctil zvyk navštěvovat místního katolického biskupa latinské církve ve své oblasti, protože v té době ve Spojených státech nesloužil žádný katolický biskup východního obřadu. Ordinář římskokatolické arcidiecéze Saint Paul a Minneapolis byl John Ireland, který se pokoušel „amerikanizovat“ německé a jiné katolické přistěhovalce a zaujímal nepřátelský postoj vůči etnickým farnostem, jako byla ta, ve které sloužil Toth. Otec Toth uvěřil, že on a další katoličtí kněží východního obřadu v Severní Americe mají být odvoláni do Evropy a jejich farníci mají navštěvovat existující římskokatolické farnosti v jejich příslušných městech.
Protože on a další katoličtí kněží východního obřadu, kteří sdíleli podobné zkušenosti, nedostali od svého katolického biskupa žádné relevantní informace, začali hledat řešení svého dilematu. V prosinci 1890 kontaktovali ruského konzula v San Franciscu v Kalifornii s žádostí o spojení s ruským pravoslavným biskupem. Následovala korespondence a osobní setkání s biskupem Vladimirem Sokolovským ze San Francisca, která vyvrcholila v březnu 1892 Tóthovým rozhodnutím formálně vstoupit do Ruské pravoslavné církve. Tótha doprovázelo 361 katolíků východního obřadu; tisíce dalších osob jej pak následovaly v nadcházejících letech, převážně díky jeho vlastnímu úsilí evangelizovat je k tomuto kroku.
Po konverzi k pravoslaví Toth neúnavně kázal svou novou víru dalším katolíkům východního obřadu v Severní Americe. To v kombinaci s dalšími požadavky amerických latinských biskupů proti farnostem východního obřadu usnadnilo konverzi více než 20 000 katolíků východního obřadu k pravoslavné víře v době, kdy Toth v roce 1909 zemřel. 
Pravoslavná církev v Americe uvádí, že do roku 1916 ztratila latinská katolická církev ve prospěch ruské misijní diecéze 163 farností východního obřadu s více než 100 000 věřícími.
Toth byl později povýšen do hodnosti mitrofonního protojereje a pokračoval ve svém úsilí převést východní katolíky Severní Ameriky k pravoslaví. Zemřel 7. května 1909 ve Wilkes-Barre v Pensylvánii a byl poctěn zvláštní svatyní v monastýru svatého Tichona Zadonského v South Canaan v Pensylvánii.

## Kanonizace
Dne 29. května 1994 byl Tóth oslaven (svatořečen, neboli kanonizován) jako svatý Alexis z Wilkes-Barre pravoslavnou církví v Americe.